# Alte Kirche (Welling)

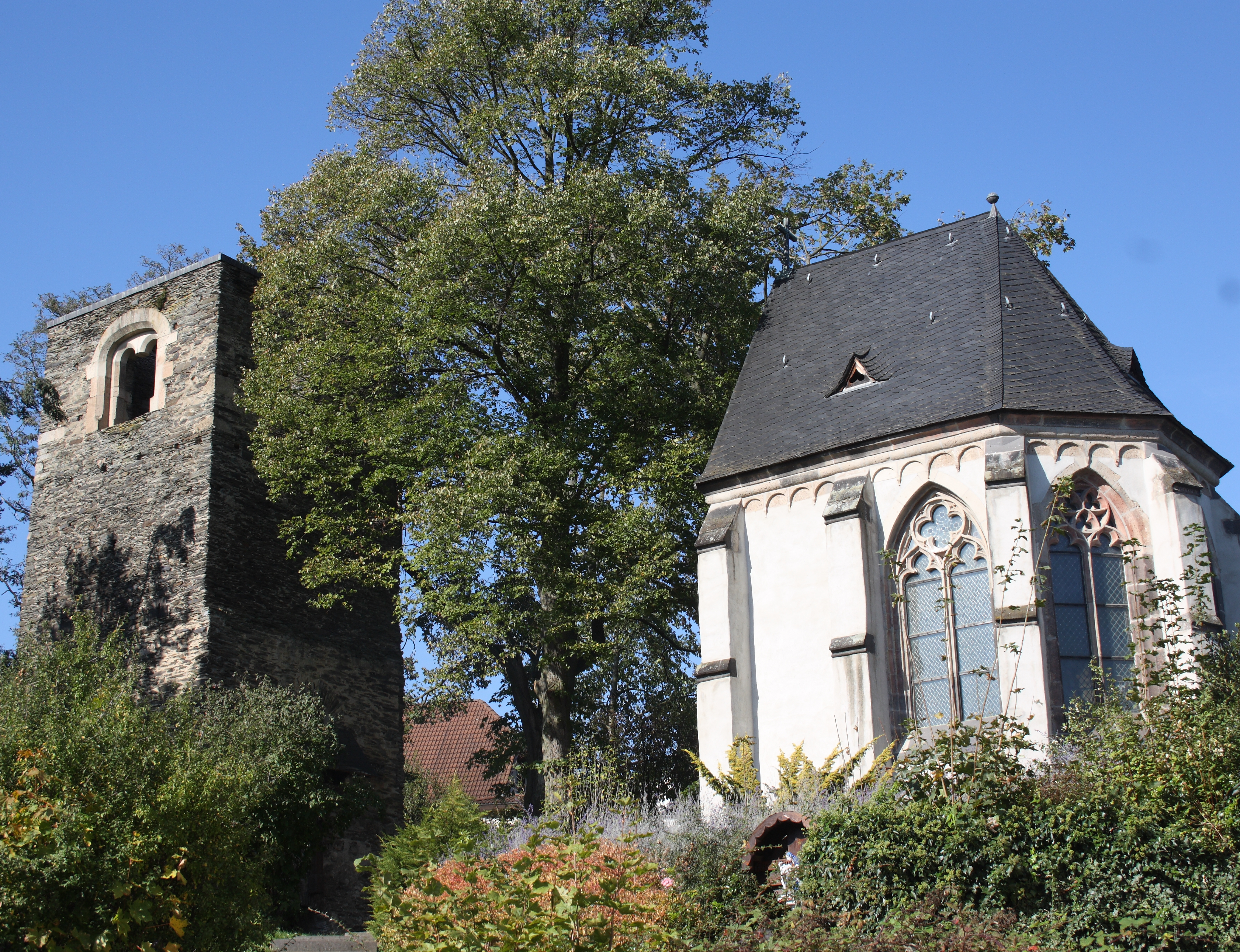
Westturm und Chor

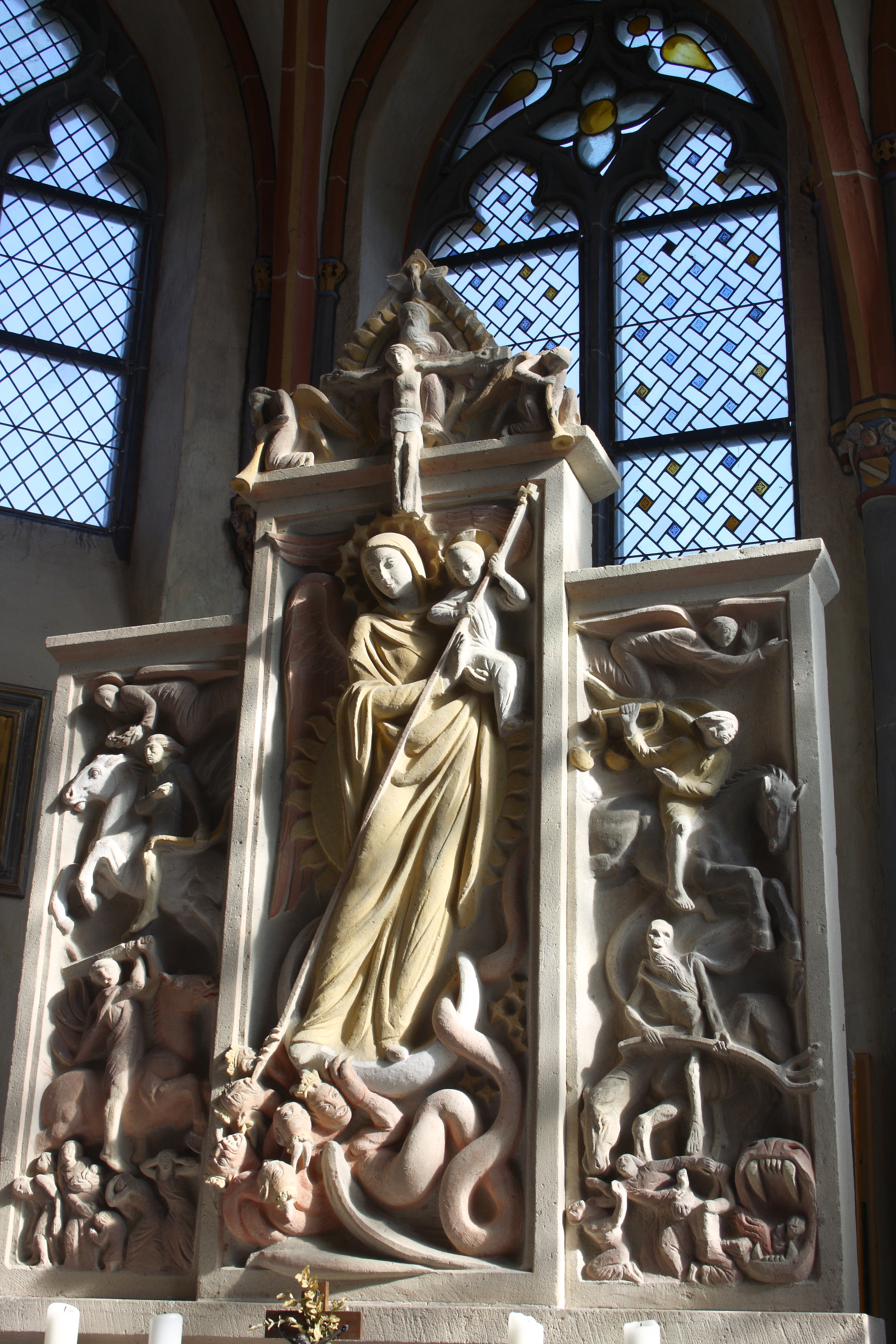
Chor mit Altar von 1943

Die Alte Kirche in Welling, einer Ortsgemeinde im Landkreis Mayen-Koblenz in Rheinland-Pfalz, wurde Mitte des 13. Jahrhunderts errichtet. Sie ist seit 1983 ein geschütztes Baudenkmal.

## Geschichte
Die Kirche ist ein romanischer Bau mit quadratischem Westturm. Das 1881 nach dem Neubau der Pfarrkirche abgerissene Langhaus war mit zwei Mittelpfeilern ausgestattet und ursprünglich wahrscheinlich mit einer flachen Holzdecke versehen gewesen. Heute stehen nur noch der wohl vor dem 13. Jahrhundert errichtete Westturm und der gotische Chor. Der Chor wird seit 1943 als Kriegergedächtniskapelle genutzt.

## Architektur
In der Mitte des 15. Jahrhunderts wurde der Chor in gotischem Stil umgebaut. Die spätgotischen Gewölbe ruhen auf schlanken Ecksäulen mit figürlichen und pflanzlichen Kapitellen. Die Schlusssteine zeigen die Wappen der Erbauer, des Erzbischofs Jakob I. von Sierck und des Grafen Ruprecht von Virneburg. An der Nordseite des Chores sind Reste eines Wandgemäldes vorhanden, die Darstellung einer Messfeier des hl. Gregor. Die Mensa des Altars mit den Resten des barocken Altaraufsatzes stammt aus dem 15. Jahrhundert. 1943 erhielt der Altar einen Aufsatz mit der Darstellung der vier Apokalyptischen Reiter. Auf der linken Seite befinden sich die Sakramentsnische und der Taufstein aus dem 17. Jahrhundert.